# Sabily
Sabily (араб. سبيلي‎ «мой путь», произносится: «са-би́-ли») — дистрибутив Linux, основанный на Ubuntu. Предназначен для пользователей, исповедующих ислам. Ранее назывался Ubuntu Muslim Edition.
Sabily отличается от Ubuntu набором стандартного программного обеспечения. В частности, в неё включены программа для изучения исламских молитв, изучения Корана, фильтрации интернет-контента. Также в дистрибутив включены обучающие программы, кодеки популярных медиаформатов и полная поддержка арабского языка. С 2011 года не обновляется.

## Доступные версии
Sabily доступен как LiveDVD, что делает возможным протестировать операционную систему без установки на жесткий диск. Дистрибутив распространяется в 3 вариантах:
- Малая версия: содержит основные пакеты Sabily и поддержку арабского языка;
- Полная версия: содержит то же, что и малая версия, но в дополнение установлены образовательные, мультимедиа и другие пакеты;
- Полная версия с декламациями: в этой версии добавлены декламации Корана. Эта версия полезна для пользователей, не имеющих доступа в интернет.

Также для скачивания доступен CD-диск для конвертации уже установленного дистрибутива Ubuntu в Sabily.

## ПО, включенное в дистрибутив
- Полная поддержка арабского языка (проверка орфографии aspell-ar, арабизация консоли acon, языковые пакеты для GNOME и Mozilla Firefox, насх-шрифты fonts-hosny-amiri)
- Nanny — инструмент родительского контроля
- Zekr — программа для изучения Корана
- Noor — программа для чтения Корана (на арабском)
- Othman Quran Browser — программа для изучения Корана
- Monajat — апплет, выводящий мусульманские молитвы в виде всплывающих окон
- Thwab — исламская энциклопедия
- Minbar — программа просчёта времени намазов
- Hijra Applet — исламский календарь (по Хиджре)
- Alfanous — кораническая поисковая система
- Собственное визуальное оформление, звуковая тема, курсоры мыши, пиктограммы и рисунки рабочего стола

## Разработка
Разработка Sabily организована при помощи Launchpad компании Canonical, где любой желающий может присоединиться к команде разработчиков и принять участие как в работе над дистрибутивом, так и над программным обеспечением, разрабатываемом в рамках проекта. Это новое программное обеспечение, ориентированное для использования в мусульманской религиозной среде, как планируется, будет включено в новые версии дистрибутива (пока в дистрибутиве содержатся только пакеты сторонних разработчиков, не имеющих к проекту отношения). Полностью дистрибутив и разрабатываемое для него ПО объединены в один проект «Project Sabily» на Launchpad.

### Статьи
- Анонс Sabily 10.04 «Manarat» на ЛинуксЦентре (рус.)
- Информация о Sabily на DistroWatch.com (англ.)
- Обзор дистрибутива на Softdepia (англ.)
- Обзор дистрибутива на ExtremeTech (англ.)
- Обзор дистрибутива на LinuxToday (англ.)